# Östlicher Militärbezirk

Russische Militärbezirke, Ost in gelb
Östlicher Militärbezirk

Der Östliche Militärbezirk (russisch Восточный военный округ) ist einer von fünf Militärbezirken der Streitkräfte der Russischen Föderation. Er besteht aus 12 Föderationssubjekten und ist damit seiner Größe nach der zweitgrößte Militärbezirk. Das Kommando des Militärbezirks hat seinen Sitz in Chabarowsk, nahe der Grenze zu China. Derzeitiger Kommandeur ist Generalleutnant Andrei Wladimirowitsch Kusmenko. Im Konflikt mit der Ukraine wurden Truppen des Militärbezirks seit Januar 2022 auf belarussischem und später ukrainischen Staatsgebiet eingesetzt.

## Geschichte
Der Militärbezirk wurde im Zuge der Militärreform von Verteidigungsminister Anatoli Serdjukow kreiert und gemäß des Dekret des Präsidenten No. 1144 vom 20. September 2010 bestätigt. Er entstand durch Zusammenlegung des Fernöstlichen Militärbezirks mit den östlich des Baikal gelegenen Teilen des Sibirischen Militärbezirks. Am 21. Oktober 2010 übernahm der Militärbezirk offiziell das Kommando. Erster Kommandeur war Admiral Konstantin Semjonowitsch Sidenko.
Am 18. Dezember 2018 wurde der Östliche Militärbezirk mit dem Suworow-Orden ausgezeichnet.

## Truppen
Der Östliche Militärbezirk besteht im Kern aus der 29. Armee, der 5. Rotbanner-Armee, dem 68. Armeekorps, der 35. Armee und der 36. Armee sowie der Pazifikflotte und der 11. Luft- und Luftverteidigungs-Armee und Einheiten der Marineflieger. Weiter sind dem Militärbezirk einige Truppen direkt unterstellt. Darüber hinaus sind noch Truppen der Luft- und Weltraumkräfte und der Strategischen Raketentruppen auf dem Territorium des Militärbezirks stationiert, dem Militärbezirk aber nicht unterstellt.